# Улица Дмитрия Донского (Тверь)
У́лица Дми́трия Донско́го (ранее Съезженский и Борисогле́бский переулок, улица Карако́зова) — улица в Центральном районе Твери. Находится в исторической части города Затьмачье.

## Расположение
Улица Дмитрия Донского начинается от Сельскохозяйственного рынка и продолжается в северо-западном направлении. Пересекает улицы Революционную, Брагина, Достоевского, Троицкую, Бебеля, Софьи Перовской, Учительскую и Циммервальдскую, после чего упирается в Краснофлотскую набережную.
Общая протяжённость улицы Дмитрия Донского составляет более 1,3 км.

## История
Улица Дмитрия Донского появилась во время регулярной планировки района Затьмачье в 1770-х годах. Застраивалась малоэтажными домами, главным образом деревянными.
Называлась Съезженским переулком по съезжему дому Затьмацкой части (то есть полицейскому участку) на углу с улицей Достоевского. Позднее улица стала носить название Борисоглебский переулок по Борисоглебскому храму.
В начале 19 века в начале чётной стороны улицы было построено здание Затьмацкой школы имени Николая Гоголя.
В 1902 году было открыто новое здание пожарного общества.
С 1930 по 1938 год одновременно со старым употреблялось новое название — улица Каракозова. В 1938 году снова утверждено историческое название Борисоглебский переулок. В 1953 году переулок был переименован в честь князя Дмитрия Донского.
В 1950-х годах были построены жилые дома: № 44 и № 10/32. В 1970-х годах построен жилой дом № 34. С конца 1980-х годов на месте старых домов появляются коттеджи. В 2002 году были снесены дома № 38а и 16/36, на их месте выстроены многоэтажные жилые дома.

## Здания и сооружения
Здания и сооружения улицы, являющиеся объектами культурного наследия:
- Дом 10 — Съезжий дом и пожарная часть.
- Дом 28 — Дом жилой — выявленный памятник архитектуры.